# Botanophila nigriterminis
Botanophila nigriterminis este o specie de muște din genul Botanophila, familia Anthomyiidae, descrisă de Masayoshi Suwa în anul 1994.
Este endemică în Nepal. Conform Catalogue of Life specia Botanophila nigriterminis nu are subspecii cunoscute.